# Christian Albrecht Jensen
Christian Albrecht Jensen (26 de julho de 1792 – 13 de Junho de 1870) foi um pintor de porta-portatos que pintou durante o período áureo da Dinamarca durante os primeiros cinquenta anos do século XIX.

## Galeria de obras

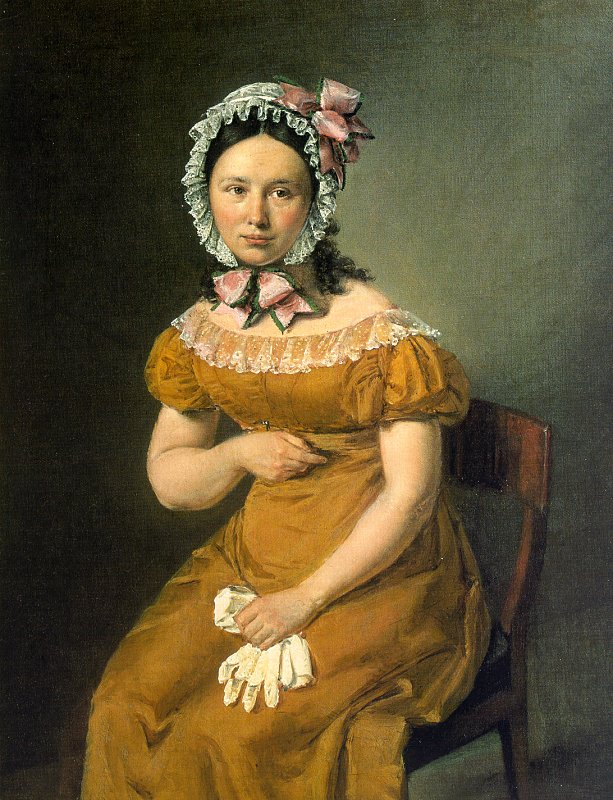
Cathrine Jensen (the artist's wife),em 1825
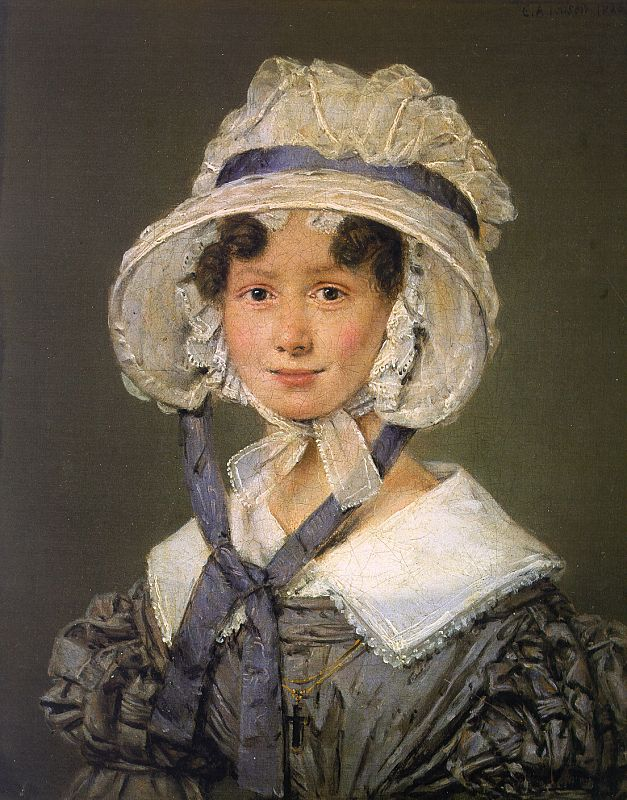
Birgitte Sobotker Hohlenberg, em 1826
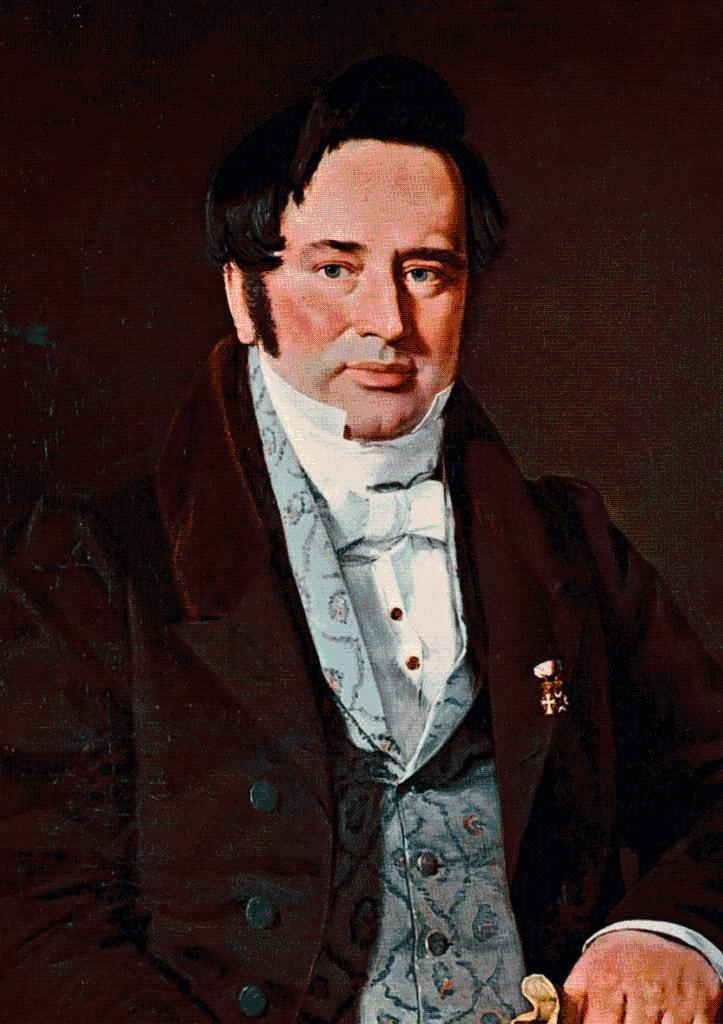
Adam Gottlob Oehlenschläger,em 1832
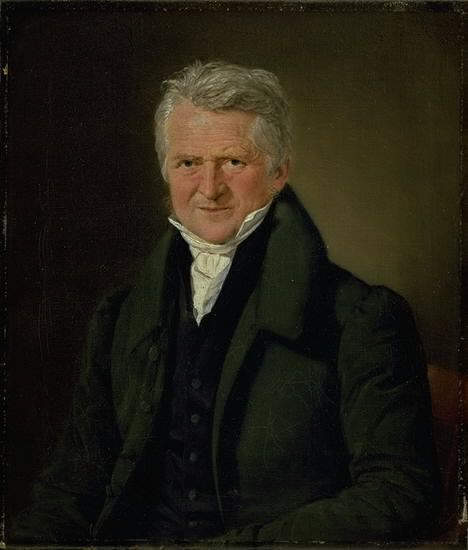
Christoffer Wilhelm Eckersberg,em 1832
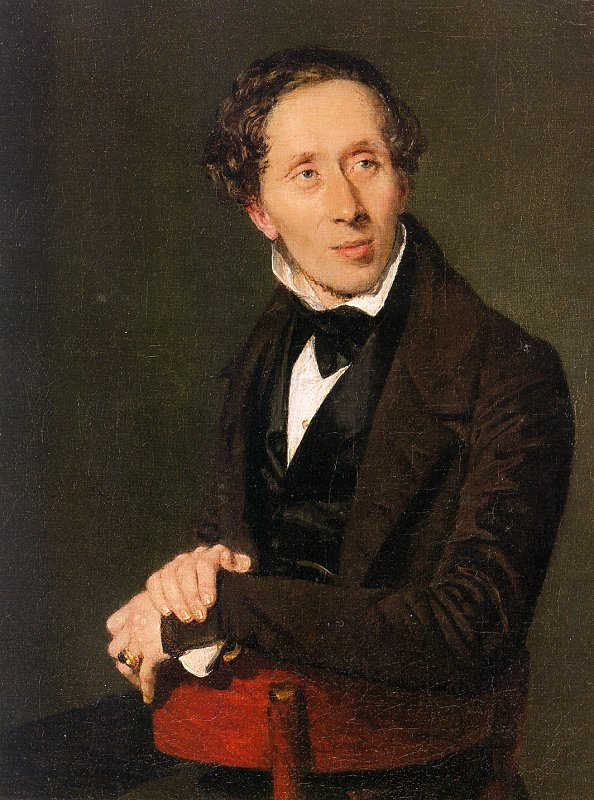
Hans Christian Andersen,em 1836
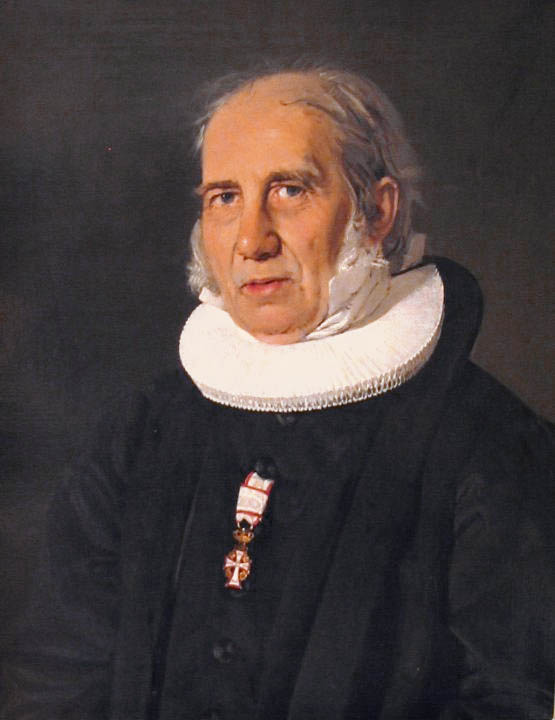
Nikolaj Frederik Severin Grundtvig, em 1843
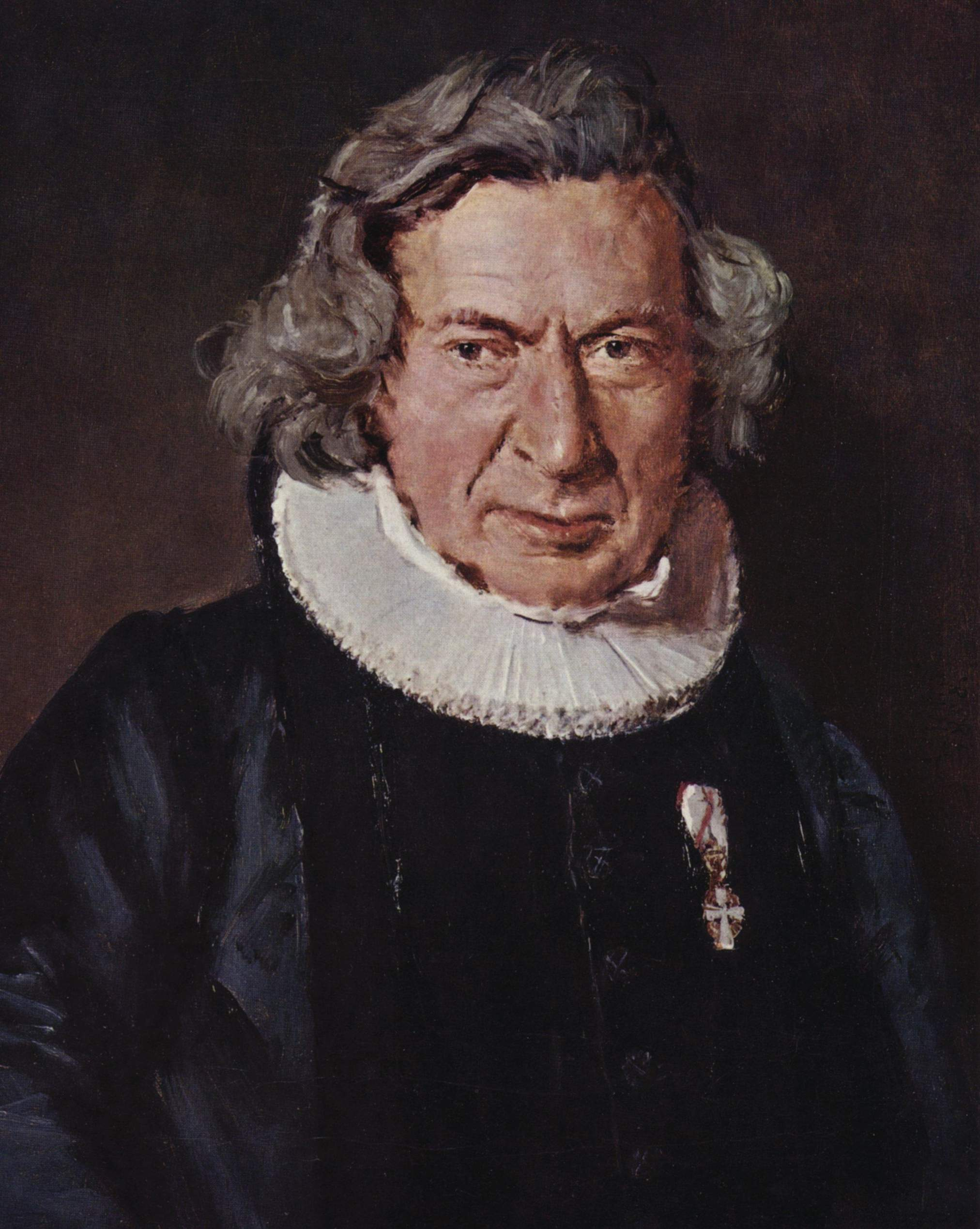
Andreas Gottlob Rudelbach, em 1858